# Żelazna Ręka (Götz von Berlichingen)

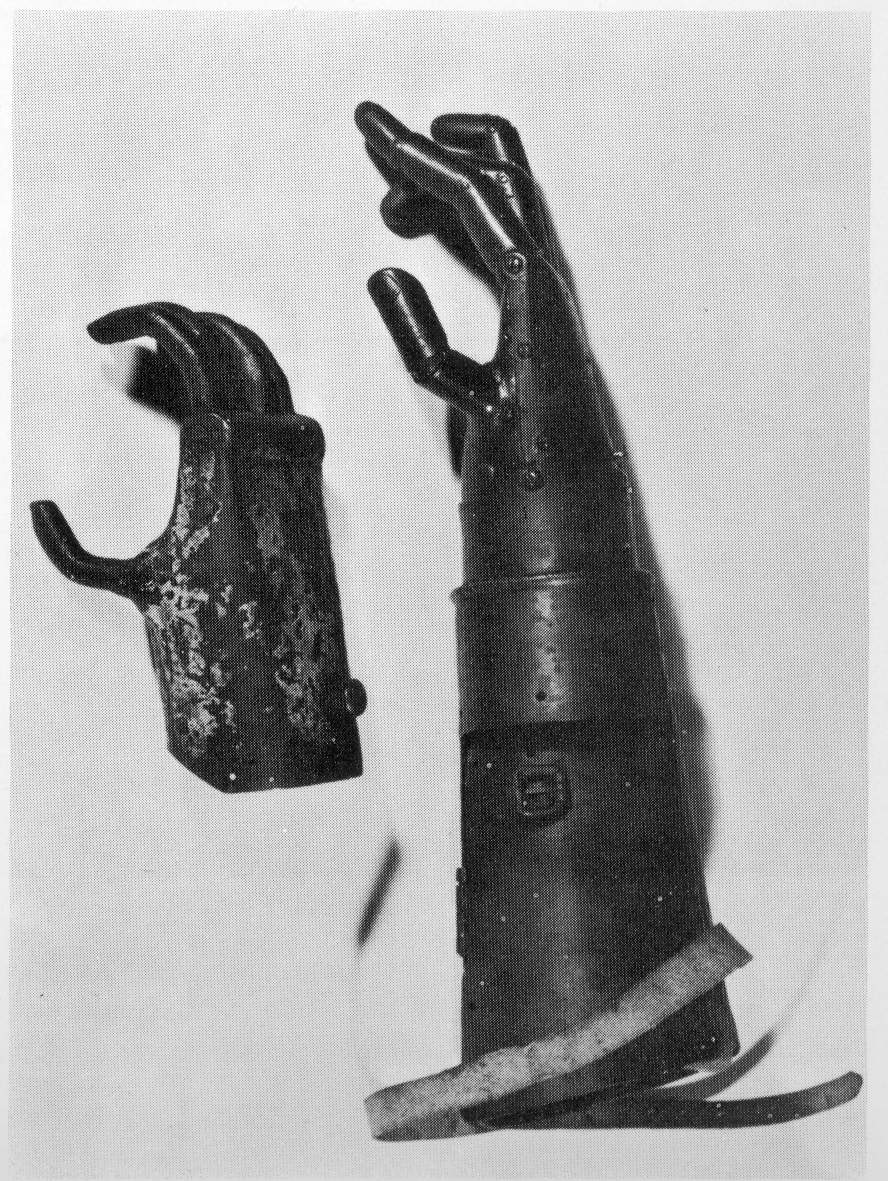
Pierwsza i druga żelazna proteza używane przez Götza von Berlichingena

Żelazna ręka jako emblemat 17 Dywizji Grenadierów Pancernych SS „Götz von Berlichingen”

Żelazna Ręka (niem. Eiserne Hand) – dwie protezy prawej ręki używane przez niemieckiego rycerza Götza von Berlichingena.

## Opis
Götz von Berlichingen zaczął uczestniczyć w bitwach już jako nastolatek. Mając 16 lat zaciągnął się do armii Brandenburgii-Ansbachu, gdzie służył Świętemu Cesarstwu Rzymskiemu, po czym w wieku 20 lat odszedł, aby utworzyć własny oddział najemników. Podczas wojny o sukcesję w Landshut w 1504 roku, wrogi pocisk wystrzelony z kolubryny trafił von Berlichingena, okaleczając jego prawą rękę. 
Po amputacji kończyny jego kariera wojskowa wydawała się być zakończona, jednak von Berlichingen zlecił lokalnemu kowalowi wykucie i skonstruowanie żelaznej protezy, dzięki której miał być nadal zdolny do władania mieczem. Kowal skonstruował protezę ręki składającą się z czterech palców i kciuka przymocowanych do rękawicy. Dwa zawiasy na górnej krawędzi dłoni protezy obracały cztery palce do wewnątrz, umożliwiając von Berlichingenowi chwytanie i używanie miecza. Palce można było poruszać parami po dwa. Przesunięcie lewego bloku palców (składającego się z palca wskazującego i środkowego) automatycznie powodowało ruch kciuka w przeciwnym kierunku poprzez działanie mechanizmu dźwigni. Po naciśnięciu przycisku na grzbiecie dłoni wszystkie palce powracały do rozciągniętej pozycji początkowej.
Po skorzystaniu z protezy podczas kilku kolejnych konfliktów zbrojnych, von Berlichingen zapragnął bardziej funkcjonalnej sztucznej kończyny. Jego druga „żelazna ręka” sięgała tuż poniżej stawu łokciowego i była zabezpieczona skórzanym paskiem. Konstrukcja protezy składała się z trzech indywidualnie połączonych stawów na każdym z czterech głównych palców i dwóch na kciuku, zapewniając tym samym lepszy chwyt. Ponadto położenie każdego palca można było również zablokować na miejscu za pomocą mechanizmów sprężynowych wbudowanych bezpośrednio w protezę. Dwa przyciski służyły do resetowania kciuka i czterech palców do ich normalnej pozycji, to jest do otwartej dłoni. Trzeci przycisk również ustawiał nadgarstek pod kątem około 15°, co pozwalało na dalsze zwiększenie liczby czynności możliwych do wykonania przez protezę kończyny górnej. Götz von Berlichingen mógł precyzyjnie dostroić położenie prawej ręki i palców, co pozwalało mu chwytać różne przedmioty, takie jak miecz, gęsie pióro czy wodze jego konia bojowego. Złożona struktura mechaniczna protezy towarzyszyła von Berlichingenowi przez całą jego karierę wojskową, a być może nawet do końca życia w 1562 roku.
Obie „żelazne ręce” są obecnie eksponowane w niemieckim muzeum zamkowym w Jagsthausen (Badenia-Wirtembergia), znajdującym się w pobliżu rodzinnego miasta von Berlichingena.